# ブダペスト祝祭管弦楽団
ブダペスト祝祭管弦楽団（ブダペストしゅくさいかんげんがくだん、ハンガリー語: Budapesti Fesztiválzenekar, 英語: Budapest Festival Orchestra）は、ブダペストを本拠地とするハンガリーのオーケストラ。略称は、英語ではBFO、ハンガリー語ではBFZ。2020年2月現在も、創設者のイヴァン・フィッシャーが音楽監督を務めている。

## 沿革・概要
1983年、指揮者のイヴァン・フィッシャーと、ピアニストのゾルターン・コチシュを音楽監督として創立した。構成する音楽家による自主的な演奏団体である。祝祭の名からもわかるように、当初は年に3、4回程度、ハンガリーの音楽祭などのイベントで演奏する団体であったが、1992年に常設オーケストラとなった。ハンガリー国内において、ベーラ・バルトーク国立コンサートホールやリスト音楽院大ホールで定期的にオーケストラ公演を行っているほか、ハイドン-モーツァルトコンサート、室内オーケストラ、管楽器による公演や子供たちのための「ココア・コンサート」、8月には「サマー・コンサート」、12月には「クリスマス・チクルス」なども催している。また、定期公演中には毎年3月の「ブダペスト春の音楽祭」への出演も含まれる。近年ではザルツブルク音楽祭をはじめ世界各国の音楽祭に出演するなど、国際的な活躍も目立つ。

## 評価
2010年、イギリスの音楽雑誌「グラモフォン」によって、The World’s Greatest Orchestras（20楽団）の第9位にランクされた。
2020年には、同じくイギリスの音楽雑誌「BBCミュージック・マガジン」によって、The Best Orchestras in the World（10楽団、順位なし）の一つにランクされた。

## 楽団構成・団員
すべての団員が毎年オーディションを受け直し、しかもソリストとして契約するなど、高い技術水準を保つシステムを採用している。

## 録音
レコーディング活動も積極的に行っており、創設から13年後の1996年に、当時はメジャーレーベルであったフィリップス（現存せず）と専属契約を結んだ。
2023年現在は、音楽監督であるイヴァン・フィッシャーと共に、チャンネル・クラシックスに多数の録音を行っている。